# Merou
 (septembre 2022).
Merou est le nom égyptien d'une plante dont on extrayait une huile aromatique, qui était notamment utilisée comme marchandise très prisée dès les premiers temps de l'Égypte antique. La plante à partir de laquelle l'huile était extraite n'est pas claire.
Il pourrait s'agir d'une part du cèdre du Liban, d'autre part d'une référence à d'autres conifères asiatiques. Pour cette huile, des rois comme Sémerkhet (Ire dynastie) ont envoyé des expéditions jusqu'au Levant. Dans sa tombe près d'Abydos, on a retrouvé des récipients portant des inscriptions à ce sujet.